# Hasarius
Genre
Synonymes
- Tachyskarthmos Hogg, 1922
- Jacobia Schmidt, 1956
- Vitia Marples, 1957 nec Ramsay, 1876
- Vitioides Marples, 1989

Hasarius est un genre d'araignées aranéomorphes de la famille des Salticidae.

## Distribution
Les espèces de ce genre se rencontrent sur tous les continents sauf aux pôles.

## Liste des espèces
Selon World Spider Catalog (version 25.0, 06/07/2024) :
- Hasarius adansoni (Audouin, 1826)
- Hasarius bellicosus G. W. Peckham & E. G. Peckham, 1896
- Hasarius cheliceroides Borowiec & Wesołowska, 2002
- Hasarius dalatensis Logunov, 2024
- Hasarius egaenus Thorell, 1895
- Hasarius elisabethae Thorell, 1890
- Hasarius firmus Wiśniewski & Wesołowska, 2013
- Hasarius glaucus Hogg, 1915
- Hasarius inhebes Karsch, 1879
- Hasarius inhonestus Keyserling, 1881
- Hasarius insignis Simon, 1886
- Hasarius insularis Wesołowska & van Harten, 2002
- Hasarius kjellerupi Thorell, 1891
- Hasarius kulczynskii Żabka, 1985
- Hasarius kweilinensis (Prószyński, 1992)
- Hasarius lisei Bauab-Vianna & Soares, 1982
- Hasarius mahensis Wanless, 1984
- Hasarius mulciber Keyserling, 1881
- Hasarius mumbai Joshi & Tripathi, 2023
- Hasarius obscurus Keyserling, 1881
- Hasarius orientalis (Żabka, 1985)
- Hasarius pauciaculeis Caporiacco, 1941
- Hasarius peckhami Petrunkevitch, 1914
- Hasarius raychaudhurii Biswas, 2017
- Hasarius rufociliatus Simon, 1898
- Hasarius rusticus Thorell, 1887
- Hasarius scylax Thorell, 1892
- Hasarius sulfuratus Thorell, 1891
- Hasarius testaceus (Thorell, 1877)
- Hasarius trivialis (Thorell, 1877)
- Hasarius tropicus Jastrzebski, 2010
- Hasarius workmani Thorell, 1892

## Systématique et taxinomie
Ce genre a été décrit par Simon en 1871 dans les Attidae.
Jacobia a été placé en synonymie par Clark et Benoit en 1977.
Tachyskarthmos a été placé en synonymie par Prószyński en 1984.
Vitia Marples, 1957, préoccupé par Vitia Ramsay, 1876, remplacé par Vitioides par Marples en 1989, a été placé en synonymie par Prószyński en 1990.

## Publication originale
- Simon, 1871 : « Révision des Attidae européens. Supplément à la monographie des Attides (Attidae Sund.). » Annales de la Société Entomologique de France, sér. 5, vol. 1, p. 125-230 & 329-360 (texte intégral).